# Kvarteret Korpen
Kvarteret Korpen é um filme de drama sueco de 1964 dirigido e escrito por Bo Widerberg. Foi indicado ao Oscar de melhor filme estrangeiro na edição de 1965, representando a Suécia.

## Elenco
- Thommy Berggren - Anders
- Keve Hjelm - pai
- Emy Storm - mãe
- Christina Frambäck - Elsie
- Ingvar Hirdwall
- Agneta Prytz
- Fritiof Nilsson Piraten
- Nina Widerberg - Nina